# لوئیجی مسترانجلو
لوئیجی جی جی مسترانجلو یا مسترانجلو، زاده ۱۷ اوت سال ۱۹۷۵ در موتولا، بازیکن سابق تیم ملی والیبال مردان ایتالیا است.
اولین حضور بین الملی وی مسابقات سیدنی و اولین باشگاه مسترانجلو موتولا بود.
مسترانجلو به عنوان بهترین مدافع روی تور مسابقات اروپا در سالهای ۲۰۰۳ و ۲۰۰۵ و بهترین مدافع روی تور لیگ جهانی ۲۰۰۴ برگزیده شد.
در سپتامبر ۲۰۰۷ روبان و لباس شایستگی افسر و در سال ۲۰۰۰ نشان شوالیه از جمهوری ایتالیا به او اهدا شد.